# Merkslohberg
Als Merkslohberg wird eine 246,4 m ü. NHN hohe Erhebung in Leopoldshöhe an der Grenze zu Oerlinghausen im Kreis Lippe in Nordrhein-Westfalen bezeichnet.
Der Berg liegt im Ortsteil Asemissen am Nordrand des Teutoburger Waldes. Er markiert die höchste Stelle im Gemeindegebiet von Leopoldshöhe.
Der Merkslohberg befindet sich nahe dem Kamm des Teutoburger Waldes. Westlich schließt der Bielefelder Stadtteil Lämershagen-Gräfinghagen an. Unweit im Süden befindet sich das Gut Menkhausen sowie östlich das Zentrum von Oerlinghausen.